# Somogyszob
Somogyszob é um município da Hungria, situado no condado de Somogy. Tem 40,08 km² de área e sua população em 2019 foi estimada em 1.563 habitantes.